# Pete Davidson
Peter Michael Davidson (* 16. listopadu 1993, Staten Island, New York, Spojené státy americké) je americký herec a komik. Je členem obsazení Saturday Night Live. Objevil se v televizních show jako Borcův manuál, Wild 'n Out a Failosophy.

## Životopis
Davidson se narodil na Staten Islandu v New Yorku a je synem Amy (rozené Waters) a Scotta Matthewa Davidsona. Má židovský, německý, irský, skotský, anglický a italský původ. Má mladší sestru Casey. Jeho otec byl newyorský hasič, který zemřel při teroristickém útoku 11. září 2001. Naposledy byl vidět na schodech jedné z budov, než se zřítila. V říjnu roku 2016 Pete prozradil v rádiové show The Breakfast Club, že si jako malý zahrával se sebevražednými myšlenkami, ale hudba rapera Kid Cudiho mu zachránila život.
Poprvé se o stand-up komedii pokoušel v 16 letech na Staten Islandu na bowlingu, kde ho jeho kamarádi vyzvali, aby šel vystoupit na tamní pódium. Nakonec šel, ale až poté co si zakouřil marihuanu. Davidson, kterého trápí od 17 nebo 18 let Crohnova nemoc, se nechal slyšet, že v tu dobu nemohl bez marihuany fungovat.
Navštěvoval školu Svatého Josefa. Střední školu navštěvoval Tottenville High School na Staten Islandu, než přestoupil na Xaverian High School v Brooklynu, kde odmaturoval v roce 2011. Po střední škole nastoupil na krátkou dobu na soukromou vysokou školu St. Francis College.

## Kariéra
Jeho televizní začátky přišli se třemi díly v MTV komediálním seriálu Failosophy. Objevil se takév pořadech jako PDA and Moms nebo Borcův manuál. V červnu byl poprvé vysílán jeho výstup ze stand-up komedií v pořadu stanice Comedy Central Gotham Comedy Live, ve kterém se představují stand-up komici vystupující v klubu Gotham Comedy Club v New Yorku. Následující měsíc si zahrál v několika dílech pořadu Nick Cannon Presents: Wild 'N Out.
S jeho komediálními výstupy se objevil v pořadech Adam Devine's House Party, Jimmy Kimmel Live!, Comedy Underground with Dave Attell a hostující roli si zahrál v seriálu Brooklyn 99. V roce 2014 získal roli v pilotním dílu seriálu Sober Companion, ale stanice FOX si ho nevybrala do své vysílací sezony.
Davidson se připojil k obsazení Saturday Night Live při premiéře 40. řady, která debutovala dne 27. září 2014. Ve věku 20 let byl prvním členem SNL obsazení, který se narodil po roce 1990 a nejmladším členem, který kdy byl součástí SNL.
V roce 2015 získal menší roli ve filmu Vykolejená. V roce 2016 byl magazínem Forbes zařazen mezi 30 nejvlivnějších lidí dnešní doby. V roce 2016 se také vysílal jeho první televizní stand-up speciál Pete Davidson: SMD. V roce 2018 si zahrál menší roli ve filmu To zařídíme.

## Osobní život
V roce 2015 chodil s komičkou Carly Aquilino. Během let 2016 až 2018 chodil s herečkou Cazzie David. V květnu 2018 začal chodit se zpěvačkou Arianou Grande, se kterou se 9. června 2018 zasnoubil. V říjnu oznámili rozchod. Od listopadu 2021 chodí s Kim Kardashian.

## Filmografie

### Film
| Rok           | Název                     | Role                     | Poznámky                            |
| ------------- | ------------------------- | ------------------------ | ----------------------------------- |
| 2013          | TubbyMan                  | Pipe Kleener             | krátkometrážní film                 |
| 2014          | School Dance              | Stinkfinger              |                                     |
| 2015          | Vykolejená                | pacient Dr. Connera      |                                     |
| 2018          | To zařídíme               | Duncan                   |                                     |
| 2018          | Going Places              | Jack                     |                                     |
| 2019          | Ali ví, po čem muži touží | Danny                    |                                     |
| 2019          | Hnüs                      | Tom Zutaut               |                                     |
| 2019          | The Jesus Rolls           | Jack                     |                                     |
| 2019          | Angry Birds ve filmu 2    | Jerry (hlas)             |                                     |
| 2019          | Big Time Adolescence      | Zeke                     | také výkonný producent              |
| 2020          | The King of Staten Island | Scott Carlin             | také scenárista a výkonný producent |
| 2021          | Sebevražedný oddíl        | Richard Hertz/Blackguard |                                     |
| 2022          | Marmaduk                  | Marmaduke (hlas)         |                                     |
| 2022          | I Want You Back           | Jase                     | cameo                               |
| 2022          | Bodies Bodies Bodies      | David                    |                                     |
| 2022          | Good Mourning             | Barry                    |                                     |
| bude oznámeno | Meet Cute                 | Gary                     |                                     |

### Televize
| Rok                   | Název                                       | Role                        | Poznámky                                                      |
| --------------------- | ------------------------------------------- | --------------------------- | ------------------------------------------------------------- |
| 2013                  | Borcův manuál                               | Sám sebe                    | 4 díly                                                        |
| 2013–2014, 2017, 2018 | Nick Cannon Presents: Wild 'N Out           | Sám sebe                    | 6 díly                                                        |
| 2013                  | Brooklyn 99                                 | Steven                      | díl: „Krize“                                                  |
| 2013                  | Adam DeVine's House Party                   | Sám sebe                    | díl: „Stunt Audition“                                         |
| 2014–2022             | Saturday Night Live                         | Sám sebe/různé postavy      | hlavní role                                                   |
| 2015                  | Comedy Central Roast of Justin Bieber       | Sám sebe                    | TV speciál                                                    |
| 2016                  | Comedy Central Roast of Rob Lowe            | Sám sebe                    | TV speciál                                                    |
| 2016                  | The Goddamn Comedy Jam                      | Sám sebe                    | TV speciál                                                    |
| 2016                  | Pete Davidson: SMD                          | Sám sebe                    | TV speciál                                                    |
| 2017                  | Saturday Night Live Weekend Update Thursday | Sám sebe                    | díl 4.3                                                       |
| 2018                  | Bitva playbacků                             | Sám sebe                    | díl: „Pete Davidson vs. Michael Bolton“                       |
| 2018                  | The Guest Book                              | Clem                        | díl: „Invisible Son“                                          |
| 2018                  | Telethon for America                        | Sám sebe                    |                                                               |
| 2019                  | Dressing Funny                              | Sám sebe                    | díl: „Tan France Gives Pete Davidson a John Mulaney Makeover“ |
| 2020                  | Pete Davidson: Živě z New Yorku             | Sám sebe                    | TV speciál                                                    |
| 2020–2022             | Zelenáč                                     | Pete Nolan                  | 3 díly                                                        |
| 2020–dosud            | Zhulený bratři                              | Phineas T. Phreakers (hlas) | hlavní role, 10 dílů                                          |
| 2021                  | Ricky Velez: Here's Everything              | —                           | výkonný producent                                             |
| 2021                  | The Now                                     | prodavač                    | díl: „Call From...Mother“                                     |
| 2021                  | Jonas Brothers Family Roast                 | Sám sebe                    | stand up speciál                                              |
| 2022                  | Kids in the hall: Punkoví komici            | Donovan                     | 1 díl                                                         |
| 2022                  | Pete Davidson a nejlepší kámoši             | Sám sebe/moderátor          | stand up speciál                                              |